# Eren Albayrak
Eren Albayrak (Üsküdar, 23 april 1991) is een Turks voetballer die bij voorkeur als middenvelder speelt. Hij verruilde in januari 2013 Trabzonspor voor Çaykur Rizespor. In maart 2015 maakte hij zijn debuut in het Turks voetbalelftal.